# Гиричи

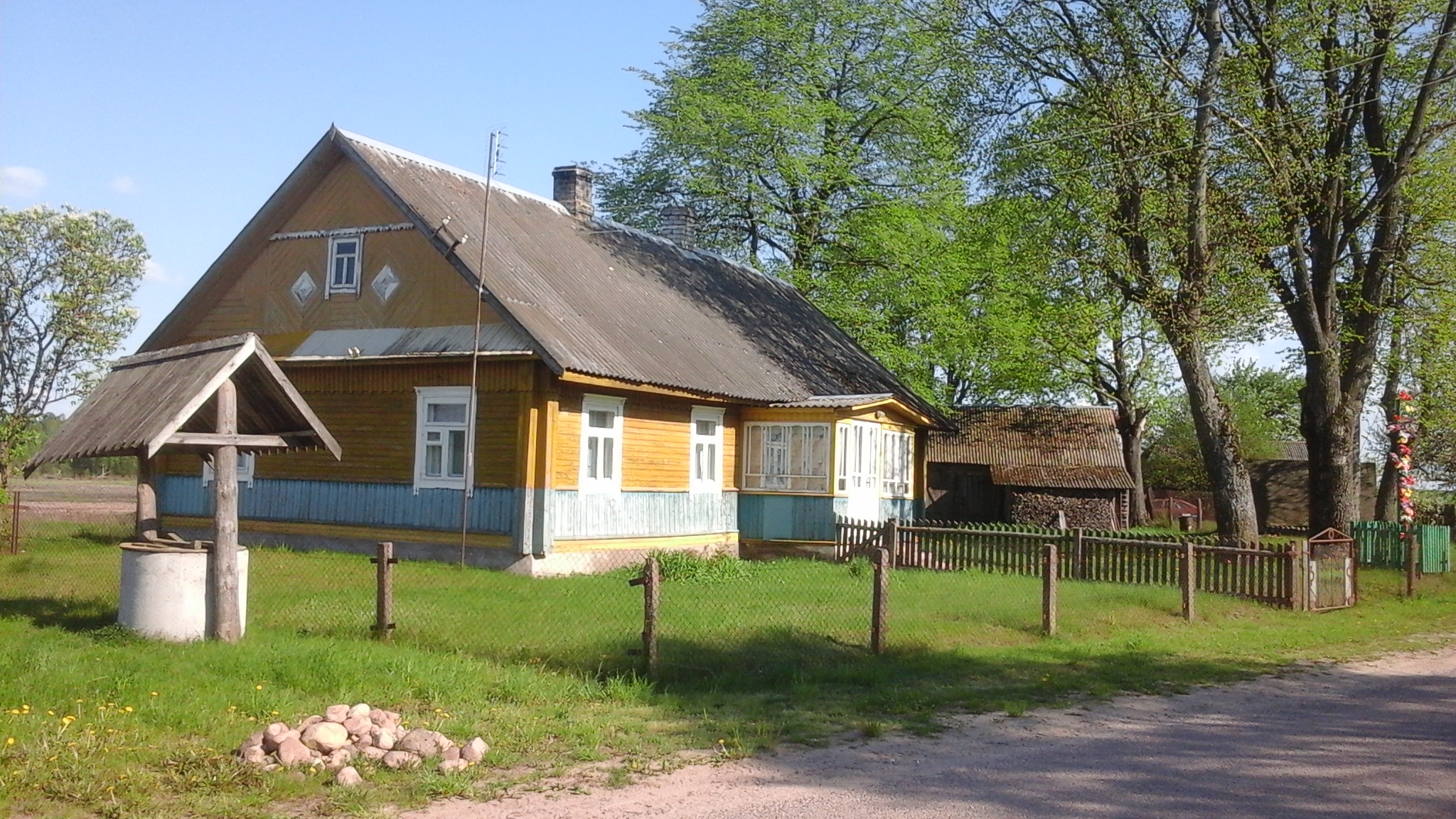
Сельский дом

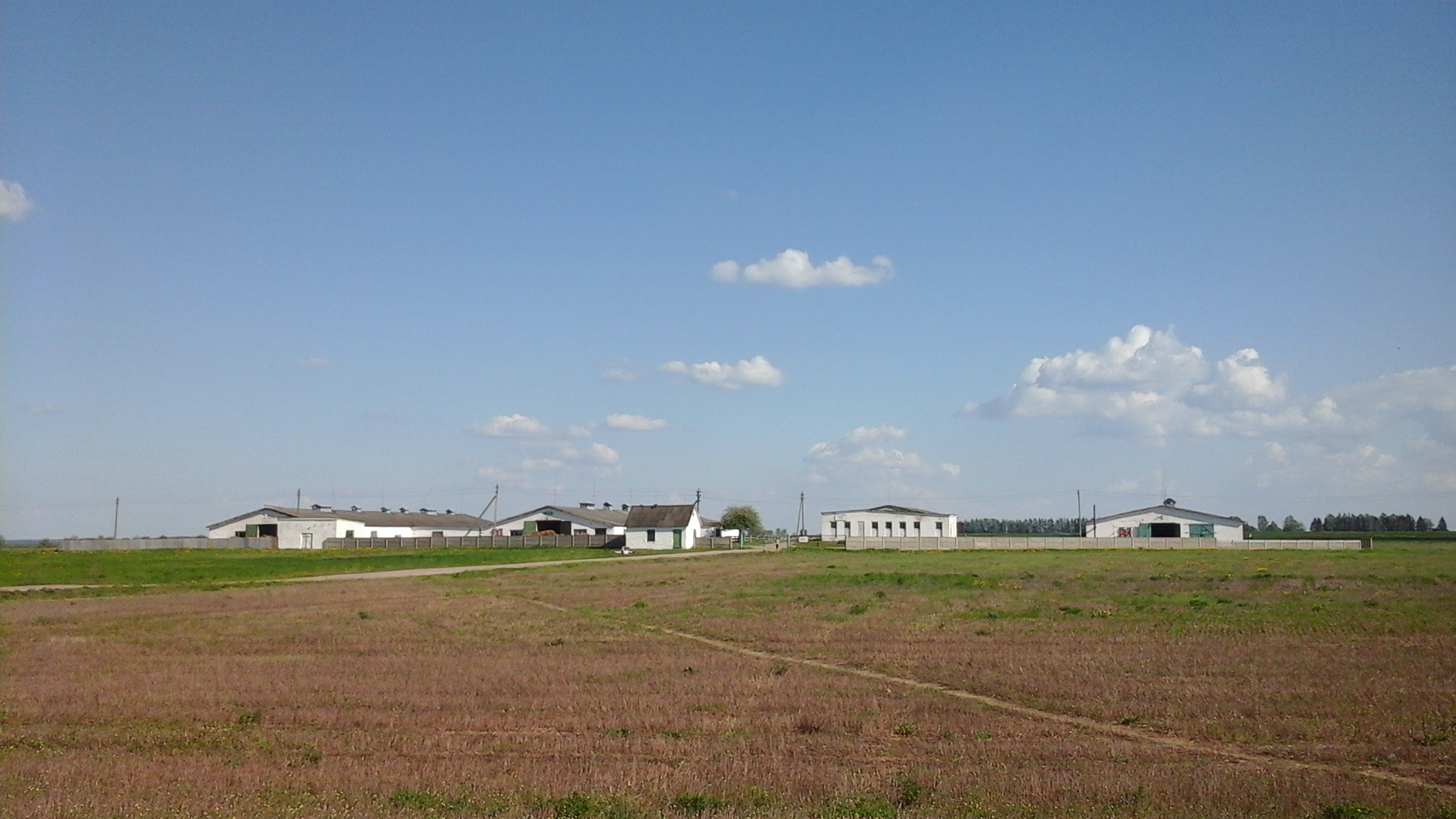
Ферма

Ги́ричи (бел. Гірычы) — деревня в Вензовецком сельсовете Дятловского района Гродненской области Белоруссии. Согласно переписи населения 2009 года в Гиричах проживало 69 человек. Площадь сельского населённого пункта составляет 68,23 га, протяжённость границ — 6,16 км.

## География
Гиричи расположены в 3 км к юго-западу от Дятлово, 135 км от Гродно, 18 км от железнодорожной станции Новоельня. С ближайшими населёнными пунктами деревня связана местными автомобильными дорогами Н6662 Гиричи — Кошкалы — Лудичи и Н6084 Апалино-Басино — Мировщина — Вензовец. В 4 км по дороге от деревни проходит магистраль М11 E 85 Граница Литовской Республики — Лида — Слоним — Бытень. В 2 км к юго-востоку от деревни Гиричи находится исток реки Вязовка (левый приток Нёмана).

## История
В 1624 году упоминаются в составе Вензовецкой волости во владении Сапег.
В 1880 году Гиричи — деревня в Пацевской волости Слонимского уезда Гродненской губернии (268 жителей). В 1887 году в Гиричах насчитывалось 61 домохозяйство, проживало 348 человек. В 1905 году численность населения деревни возросла до 372 жителей.
В 1921—1939 годах Гиричи находились в составе межвоенной Польской Республики. В этот период деревня относилась к сельской гмине Пацевщина Слонимского повята Новогрудского воеводства. В сентябре 1939 года Гиричи вошли в состав БССР.
В 1996 году Гиричи входили в состав колхоза «Красный Октябрь». В деревне имелось 66 домохозяйств, проживало 134 человека.

## Инфраструктура
В Гиричах находится ферма.

## Транспорт
Через деревню проходит автобусный маршрут Дятлово — Пацевщина.